# Котлован (озеро, місто Дніпро)
Котлован, також Криничне — штучне озеро в Індустріальному районі міста Дніпро, розташоване в промзоні промислових підприємств району, поблизу вулиці Журналістів.
Площа водного дзеркала — 12,95 гектари, об'єм води — 0,7 млн кубічних метрів. Точна глибина невідома. Живлять водойму ґрунтові води, опади і танення снігу. Рівень води може сильно коливатись в залежності від кількості опадів.
Озеро є місцем відпочинку місцевих жителів Індустріального району, на його узбережжі є безкоштовний та платний пляжі. Проте Котлован не може бути офіційно визнаний рекреаційною зоною, оскільки перебуває в санітарній зоні сусідніх промислових підприємств. Вода чиста, оскільки в ній відсутні синьо — зелені водорості. 2024 року вперше спостерігалися. В Котловані водяться 13 видів риб, серед них великі окуні, по берегах гніздяться птахи.
Чистота та порядок піщаних пляжів лежить на совісті самих відпочиваючих, прибирання проводиться силами небайдужих ентузіастів.

## Історія
У 1970-ті роки, з метою забудови ближньої частини Індустріального району, а саме вулиць Осінньої, Журналістів і Косіора (нинішня Петра Калнишевського), на місці майбутнього озера було розпочато добування піску. Піщаний кар'єр досяг кількаметрової глибини і став затоплюватись ґрунтовими водами. Було вирішено зробити в ньому штучну водойму. Затоплення відбулось настільки стрімко, що частину техніки не вдалось вивезти і її залишки досі перебувають на дні (згідно місцевої легенди, але це не так). Новоутворене озеро отримало назву Криничне, від розташованої за 1 кілометр річки Кринична, що нині не існує, проте в народі закріпилась назва Котлован, що витіснила першу назву.